# Аузу
Аузу (фр. Aouzou) — селище у регіоні Тібесті на півночі Чаду.

## Географія
Лежить на плато Тібесті неподалік лівійського кордону, на північний схід від міста Бардаї.

### Клімат
Громада знаходиться у зоні, котра характеризується кліматом тропічних пустель. Найтепліший місяць — червень із середньою температурою 29.9 °C (85.8 °F). Найхолодніший місяць — січень, із середньою температурою 12 °С (53.6 °F).
| Клімат Аузу             | Клімат Аузу | Клімат Аузу | Клімат Аузу | Клімат Аузу | Клімат Аузу | Клімат Аузу | Клімат Аузу | Клімат Аузу | Клімат Аузу | Клімат Аузу | Клімат Аузу | Клімат Аузу | Клімат Аузу |
| Показник                | Січ.        | Лют.        | Бер.        | Квіт.       | Трав.       | Черв.       | Лип.        | Серп.       | Вер.        | Жовт.       | Лист.       | Груд.       | Рік         |
| Середня температура, °C | 12          | 14,6        | 18,8        | 24,3        | 27,9        | 29,9        | 29,3        | 29          | 27,6        | 23,2        | 17,3        | 13,3        | 22,3        |
| Норма опадів, мм        | 1.1         | 1.3         | 2.2         | 2.1         | 4.5         | 1.3         | 4.6         | 11.1        | 1.4         | 0.7         | 1.2         | 1.3         | 32.8        |
| Днів з опадами          | 0,4         | 0,5         | 1,1         | 2           | 1,8         | 4,1         | 7,4         | 2           | 0,6         | 0,5         | 0,3         | 0,6         | 21,3        |
| Вологість повітря, %    | 34.6        | 29.9        | 26.3        | 25.2        | 25.2        | 26.1        | 30.6        | 34.5        | 29.9        | 30.7        | 31.5        | 35.1        | 30          |
| ----------------------- | ----------- | ----------- | ----------- | ----------- | ----------- | ----------- | ----------- | ----------- | ----------- | ----------- | ----------- | ----------- | ----------- |
| Джерело: Weatherbase    |             |             |             |             |             |             |             |             |             |             |             |             |             |